# Insula San Cristóbal

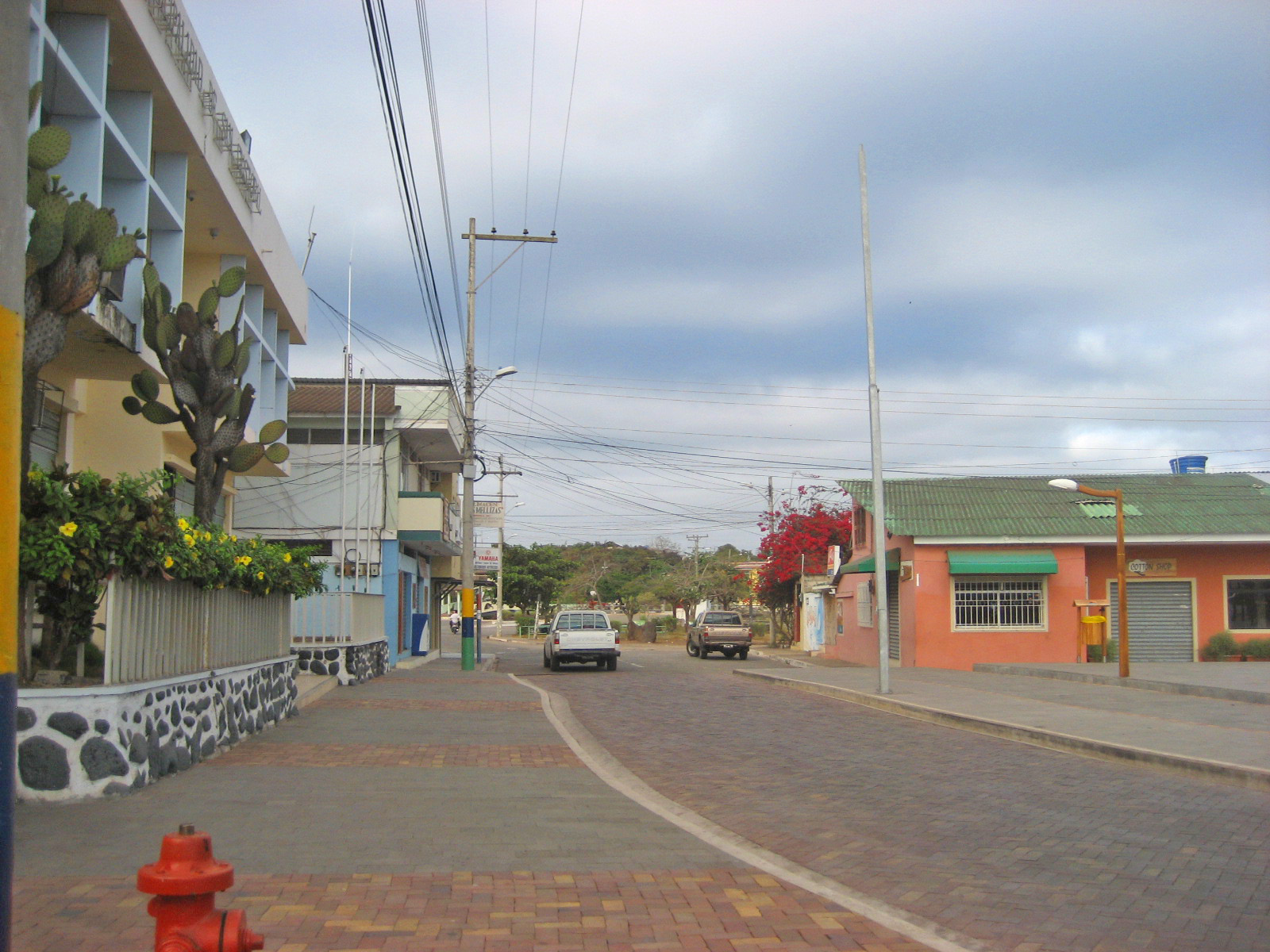
Stradă pe coasta insulei San Cristóbal

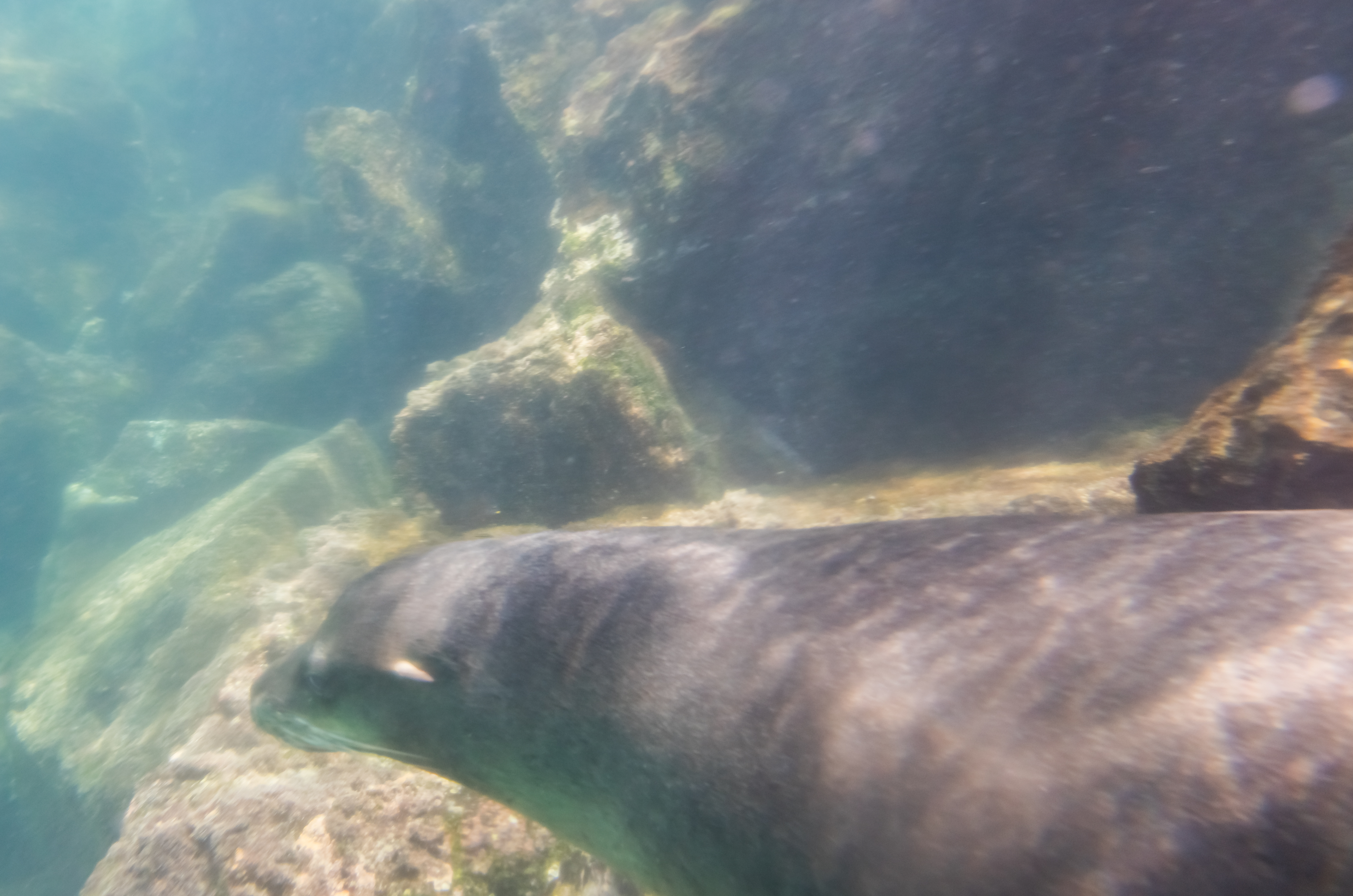
Zalophus californianus wollebaeki

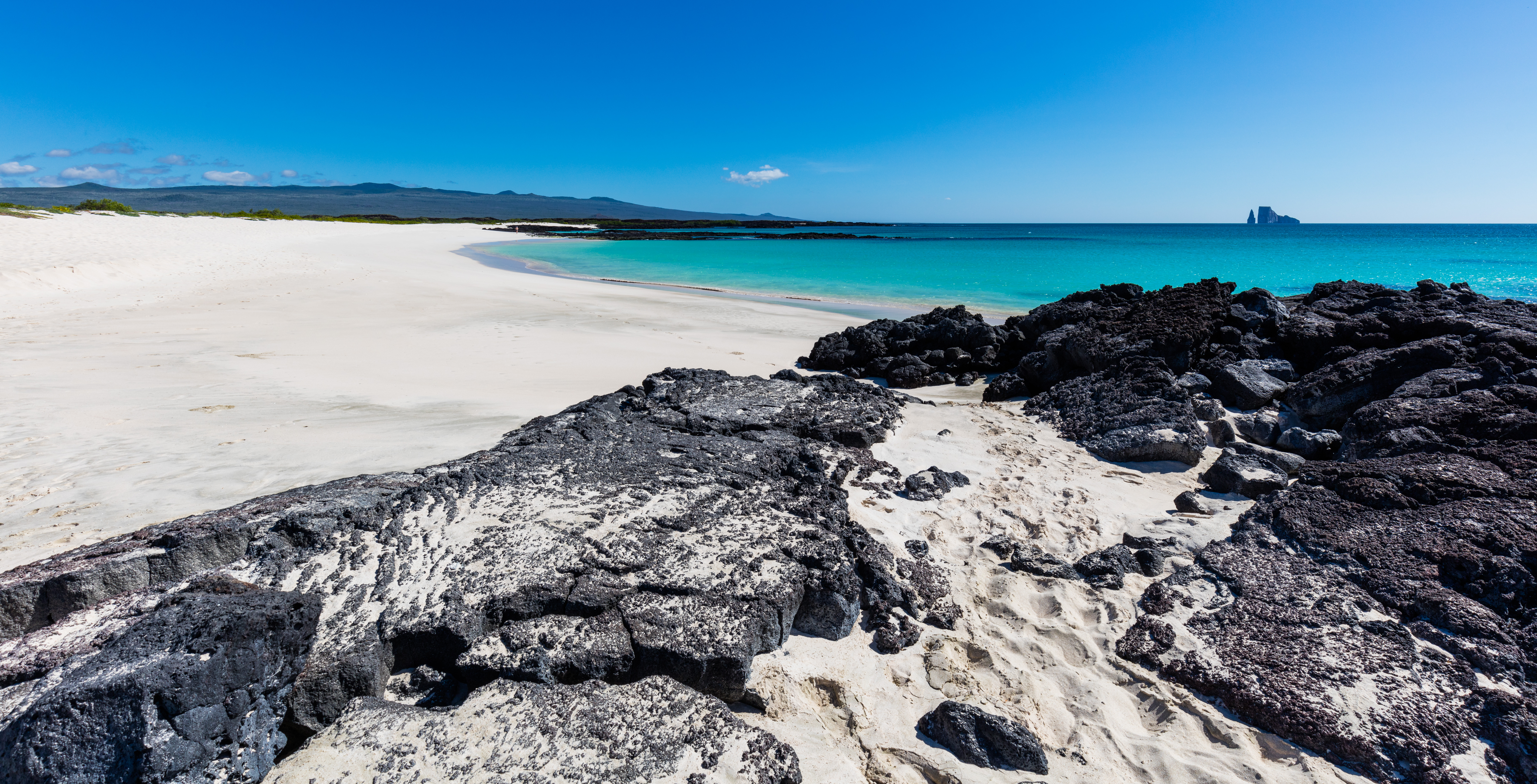
Cerro Brujo, insula San Cristóbal

San Cristóbal este numele spaniol mai nou dat insulei, aceasta obișnuind să aibă un nume englezesc, după Wiliam Pitt, primul conte de Chatham. Este a cincea insulă a arhipelagului, ca mărime, după insula Isabela (cea mai mare), insula Santa Cruz, insula Fernandina și insula Santiago, ocupând o suprafață de aproximativ 558 kilometri pătrați și situându-se la capătul estic al insulelor Galapagos.
Pe această insulă există și un aeroport, în chiar capitala provincială a acesteia, numită Puerto Baquerizo Moreno, aeroport ce servește sosirilor sau plecărilor turiștilor în diverse călătorii prin arhipelag. Tot pe insulă se află și o „casă de cultură”, un loc unde sunt expuse imagini și informații legate de istoria și cultura insulelor, scrise în două limbi (spaniolă și engleză).
Celălalt mare oraș din insulă este Puerto Moreno, în același timp fiind al doilea oraș ca mărime după Puerto Ayora de pe insula Santa Cruz. Acesta deține facilități turistice și de alimentație moderne, incluzând locuri de cazare, restaurante, oficii turistice și cluburi de noapte.
Insula este mai ales recunoscută pentru Dealul Fregatelor, situat nu foarte departe de oraș, laguna El Junco, un loc reprezentând cel mai mare lac cu apă dulce al Arhipelagului. Pe lângă fregate, insula mai adăpostește și alte specii faunistice, dar și două situri ale insulelor Galapagos, Punta Pitt și Golful Țestoaselor, situri ce constituie mediul de viață atât pentru țestoasele marine, cât mai ales pentru toate speciile de pescăruși (Punta Pitt este de asemenea singurul loc din Galapagos unde cuibărește pescărușul cu picioare roșii). 